# 三星資產管理
三星資產運用株式會社（韓語：삼성자산운용주식회사），簡稱三星資產運用，在1998年，由韓國綜合企業三星集團設立，而香港稱為三星資產管理株式會社。
主要經營全球相關投資各類信託基金及互惠基金管理。

## 三星資產管理有限公司（香港）
該公司旗下於2007年11月1日在香港成立，主要業務香港從事提供資產管理服務及證券投資服務。
2015年2月5日，首次推出三星恒指期貨ETF（港交所：3124）及其人民幣外匯（港交所：3134）基金產品，追蹤恆生指數期貨，其基金於2015年2月12日上市。
2016年4月25日，三星資產推了追蹤有關每月期油的三星標普高盛原油ER期貨ETF（簡稱三星原油期ETF，港交所：3175），便在2016年4月29日上市。
2016年6月13日，三星KOSPI 200每日槓桿ETF（港交所除牌前7250.HK）、三星東證每日槓桿ETF（港交所除牌前7255.HK）、三星東證每日反向ETF（港交所除牌前7311.HK）和三星KOSPI 200每日反向ETF（港交所除牌前7326.HK），首份推出有關槓桿及反向產品於港交所上市，但有指出，首次上市交投表現不理想，先要向投資者教育適應；最後因為未能得到投資者和技術者認同，而在2017年8月1日撤銷上市。
三星資產運用推出三星彭博環球半導體ETF, 正式在港交所上市, 日期係2021年11月9日， 股票代號03132, 入場費大約1560蚊港幣, 投資者 可以投資全球七個半導體市場, 基金追蹤彭博環球半導體二十大指數, 以收入為基礎選擇20隻成份股 ，捕捉環球半導體業務總收入最高的一些半導體巨頭. 不過相比於 截至2021年港交所另外兩隻 追蹤半導體的ETF (分別係03119同埋03191) 佢嘅每年管理費用高達0.85%, 已啟用的兩隻只是0.68%.

## 外部連結
- samsungfund.com/（页面存档备份，存于）
- samsungfund.com.cn/（页面存档备份，存于）